# Morleigh Steinberg
Morleigh Steinberg est une chorégraphe et danseuse américaine née à Los Angeles en Californie. Elle a travaillé pour la société de production Arcane Collective. Elle est l'épouse du musicien The Edge du groupe U2.
Morleigh Steinberg a été élevée à Los Angeles et a été formée à la danse moderne. En 1983, elle est devenue un membre formateur de la compagnie de danseurs-illusionnistes MOMIX qui est connue pour ses numéros d’humour visuel avec des positions tordues. En 1986, elle a cofondé la compagnie de danse ISO, qui incarnait une approche qu'ils appelaient «le plaisir sérieux». Cette nouvelle compagnie a occasionnellement collaboré avec un groupe de chant, et a donné des spectacles à travers les États-Unis et à l'étranger. Dans les deux compagnies, Morleigh Steinberg a été chorégraphe et danseuse. Elle a mis en scène sa propre production solo de danse expérimentale et a fait un travail chorégraphique pour des films et des vidéoclips. À partir du milieu des années 1990, elle s'est également lancée dans la conception d'éclairage et la réalisation de films, la danse en étant généralement le sujet. Dans les années 2010, elle a réalisé divers projets, collaborant souvent avec le chorégraphe et danseur japonais Oguri. Ensemble, ils sont cofondateurs de la société de production Arcane Collective.
Morleigh Steinberg a commencé à s'impliquer avec U2 lorsqu'elle est apparue dans le clip pour With or Without You en 1987. Elle a ensuite été embauchée en tant que chorégraphe, puis en tant que danseuse du ventre pour la chanson Mysterious Ways de l'album Achtung Baby lors de la tournée de U2 Zoo TV Tour entre 1992-1993. À la fin de la tournée, elle était en couple avec The Edge. Le couple a deux enfants ensemble, s'est marié en 2002 et vit dans des résidences en Irlande, en France et aux États-Unis.

## Jeunesse et éducation
Morleigh Steinberg est née et a grandi à Los Angeles dans un milieu aisé. Son père, Robert, est avocat à Los Angeles,. Sa mère, une architecte d'intérieur à succès, est issue d'une famille connue dans l'industrie cinématographique et a grandi sur le site d’Universal Studios. Elle a deux sœurs, Roxanne, plus âgée et Eliza, plus jeune,. Sa famille est juive.
Morleigh a été formée en danse moderne et avait Bella Lewitzky parmi ses instructeurs. Elle est allée au lycée de Beverly Hills où elle faisait partie d‘un groupe de danse moderne qui a donné des performances au sein de l’établissement. À 16 ans, elle est allée à l’Interlochen Arts Academy dans le Michigan et, à 17 ans, elle est partie avec sa sœur pour faire un an de danse à Paris. Elle a également fréquenté le Hampshire College à Amherst dans le Massachusetts, durant deux semaines. Elle a dit plus tard que sa formation en danse avait "mis l'accent sur les relations avec les objets et les poèmes."

## Début de carrière et travail avec U2
En 1983, sur le chemin du retour de Paris, Morleigh Steinberg a commencé à danser dans le studio de Moses Pendleton, qui avait fondé la compagnie de danse moderne Pilobolus. Elle avait été attirée par Pilobolus en grandissant : "J'étais plus grande que la plupart des filles de mon âge, et je pensais que c'était une entreprise avec laquelle je pouvais être parce que les femmes soulevaient toujours les hommes." Là, elle a rejoint Daniel Ezralow, Jamey Hampton et Ashley Roland, et ensemble, les quatre ont créé la compagnie MOMIX, avec des danseuses et des illusionnistes, basée dans le Connecticut,. De 1983 à 1986, Morleigh Steinberg a fait une tournée nationale avec MOMIX. Le groupe est devenu célèbre pour son humour visuel, ses positions tordues et ses effets de trompe-l'œil.
Cependant, les danseuses et danseurs se sentaient financièrement précaires, car Pendleton possédait le nom MOMIX. Sur le plan artistique, ils trouvaient également qu’ils stagnaient. Les quatre ont quitté MOMIX en 1986 puis ont fondé la compagnie de danse ISO ("I'm So Optimistic"). Avec ISO, ils ont associé leurs mouvements de danse acrobatique avec le chant a cappella new-wave de The Bobs dans des performances combinées . Les danseurs ont qualifié leur nouvelle approche de "plaisir sérieux".
La première association de Morleigh Steinberg avec U2 a lieu en février 1987. Le chanteur et leader du groupe, Bono, était fan de l'ISO et Morleigh Steinberg a été choisie pour apparaître dans le clip de leur tube With or Without You. Dans cette vidéo, le réalisateur Matt Mahurin la filme dans un style abstrait, tourbillonnant dans diverses positions dans des plans interposés avec le groupe qui jouait,. Lors d'une escale à Los Angeles pendant le The Joshua Tree Tour, Morleigh Steinberg a rencontré The Edge (de son vrai nom Dave Evans) en personne pour la première fois. C’était lors d'une fête organisée chez elle. Il est venu et a discuté avec elle et sa sœur.
Morleigh Steinberg a fait un travail chorégraphique pour deux longs métrages, Earth Girls Are Easy (1988) et Wild Orchid (1990). Elle a fait la chorégraphie de Paula Abdul pour le Under My Spell Tour en 1991 et 1992. Elle a également fait un travail chorégraphique pour des concerts ou des vidéoclips de David Bowie, de Rod Stewart, de Sting et de Lenny Kravitz. Elle dirigeait également sa propre école de danse.
En 1990, l'ISO se produisait non seulement aux États-Unis mais aussi à l'étranger. La troupe a régulièrement fait l’objet d’articles du New York Times. Un article de 1988 a déclaré que, "Malheureusement, de nombreux effets [de la troupe] semblaient trop intelligemment conscients." Un autre article de 1990 a conclu : "Il est facile d'être optimiste à propos de l'ISO ; ses spectacles sont amusants et loufoques. Mais la bêtise apparemment désinvolte dérive d'une grande astuce théâtrale. « Un article de 1991 a dit que,"La soirée a pris un bon départ percutant, puis a diminué irrémédiablement dans des "hijinks sophomoriques" (pitreries puériles). » Un article de 1993 a déclaré que, "Iso cherche les rires et il les obtient. Mais ses cibles sont nues au moment même où la danse pourrait utiliser des satiristes piquants." Dans une performance de 1990, Morleigh Steinberg a utilisé des bandes élastiques pour remodeler de manière ludique ses bras et ses jambes en nouilles, puis a volé comme un ange suspendue à des fils.
En 1992, elle vivait dans le quartier de Venice à Los Angeles. Elle faisait parfois des tournées imprévues avec la compagnie Daniel Ezralow and Friends. Après une émission diffusée en 1994, un article du St. Louis Post-Dispatch a décrit le rôle de Morleigh Steinberg comme celui d'une "magnifique femme distante en robe rouge". En 1992, elle a également fait un spectacle expérimental appelé XRAYD, présenté à l'espace de performances de La Boca à Los Angeles. Il mettait en vedette la musique originale de Brian Eno et Paul Chavez, et présentait Morleigh Steinberg dans une variété de poses et de paramètres étranges mis en avant par des effets vidéo et d'éclairage. Le Los Angeles Times a déclaré que sa composition représentait "une descente dans l'autisme, réalisée avec une intégrité effrayante. Tout ce qu'elle révèle est sans soi, le tout et la fin de la folie."

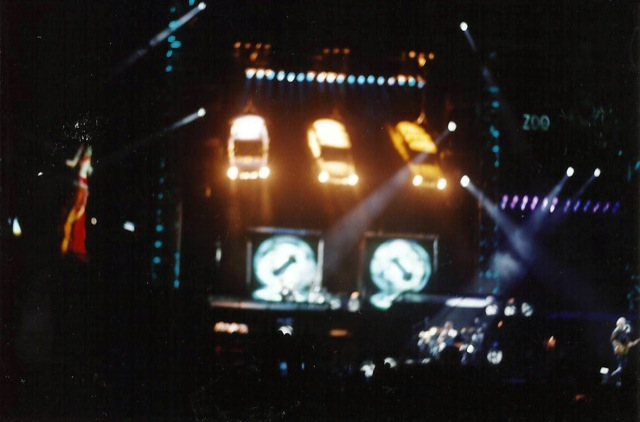
Morleigh Steinberg, la danseuse du ventre (à gauche), telle qu’elle a été vue lors du Zoo TV Tour.

Après avoir rencontré U2 en 1987, Morleigh Steinberg est restée en contact avec Bono et lorsque le groupe a organisé le Zoo TV Tour en 1992, le chanteur a pensé qu'il serait bon d'avoir une chorégraphe pour critiquer ses mouvements sur scène. Morleigh Steinberg a travaillé pendant la pré-production de la tournée pour montrer au groupe comment communiquer leurs idées jusqu'aux dernières rangées d'un lieu,. Reconnaissant que Bono n'était pas un danseur, elle s'est concentrée sur les mouvements qu'il pouvait faire et a cherché à l'aider à se rythmer et à ne pas se perdre visuellement dans l'énorme décor de la tournée.
Mysterious Ways, le succès de U2, avait présenté une danseuse du ventre dans son clip, et le groupe a décidé d'en incorporer une dans leur interprétation sur scène de cette chanson. La danseuse d'origine est partie lorsque la tournée a entamé des séries de concerts dans des stades en plein air. Selon Morleigh Steinberg, avoir une danseuse du ventre sur la tournée a commencé "un peu comme une blague". Elle a commencé par former cette première danseuse, et quand celle-ci a quitté la tournée, il était nécessaire de la remplacer. Bono a alors demandé à Morleigh Steinberg si elle aimerait prendre le relais et elle a accepté, bien qu'elle n'ait jamais réalisé de danse du ventre auparavant et qu’elle n'avait pas, selon elle, le corps voluptueux généralement associé à la forme.
Dans le rôle de la danseuse du ventre, Morleigh Steinberg s'est engagée dans une interaction dramatique avec Bono, en particulier lors de l'entrée et de la sortie de la scène. Parfois, Bono chantait à l'image de la danseuse du ventre sur les écrans vidéo géants autour de la scène. Pendant la tournée, Morleigh Steinberg a changé les couleurs de sa tenue pour correspondre à certaines occasions, comme porter de l'orange et du noir à l’approche d'Halloween. Elle était à l'origine réticente à mettre ses propres activités entre parenthèses pour continuer à danser sur la partie Zooropa Tour de la tournée, mais a finalement accepté. Contrairement à d'autres dans l'entourage de U2 au cours de cette tournée, Morleigh Steinberg a fait preuve d'une indépendance professionnelle par rapport au groupe et n'accédait pas à ses caprices. En 1993, alors qu'elle était encore en tournée, Morleigh Steinberg est apparue dans le clip réalisé par Kevin Godley pour Le single Numb de U2, d'abord avec ses pieds dans le cadre de l'assaut sur The Edge dans la vidéo, puis avec son dos alors qu'elle faisait une danse du ventre.

## Mariage et famille
« Nous étions tous tombés amoureux de Morleigh, elle a une belle manière d’être. Elle est californienne dans tous les sens que vous aimez la Californie, une lumière vive d'une manière très discrète. Edge est tombé amoureux d’elle. C’était cette chose qui arrive souvent quand les gens tombent amoureux, ils étaient amis avant d'être amoureux.
The Edge était marié à sa première femme Aislinn (née O’Sullivan) depuis 1983. Ils ont eu trois enfants ensembles, mais se sont séparés en mars 1991. Morleigh et The Edge ont développé une amitié lors de la tournée Zoo TV Tour en août – septembre 1993. Vers la fin de la tournée, il était clair pour les observateurs et pour eux deux, que l'amitié s'était transformée en une relation amoureuse, et Morleigh Steinberg a rompu avec son petit ami de l'époque,. Après la fin de la tournée, elle et The Edge ont découvert qu'ils se manquaient. Elle a déménagé à Dublin en 1994, et la relation est devenue solide, . Ayant grandi aux alentours d'Hollywood, la perspective d'être associée à une célèbre rock star ne l'a pas déroutée. Du côté de The Edge, cette relation a amélioré son moral après une longue période de tristesse.

Le 4 9 1998, The Edge, Morleigh Steinberg et Bill Clinton regardent un livre lors de la visite du président et de la première dame, avec U2, à la résidence de l'ambassadeur des États-Unis à Dublin, en Irlande. Ali Hewson, l'épouse de Bono, est assise derrière eux.

La fille du couple, Sian Beatrice, est née à Los Angeles en 1997 et leur fils, Levi, est né en 1999 dans la même ville. Morleigh avait gardé sa maison et beaucoup de ses biens à Los Angeles, même après avoir déménagé à Dublin. Ce n'est qu'après avoir commencé à élever ses enfants en Irlande que Morleigh Steinberg a commencé à sentir que ce pays était sa maison.
Morleigh Steinberg a continué une activité professionnelle avec U2, réalisant l'un des clips vidéo réalisés pour leur single Staring at the Sun sorti en 1997. La vidéo présentait des gros plans de chacun des membres du groupe déclenchés par un éventail d'effets d'éclairage. Après les attentats terroristes du 11 septembre 2001, elle a été l'une des choristes lors de la coda de Walk On pour le téléthon  America : A Tribute to Heroes.
Le couple s'est marié le 17 juin 2002. Ils ont eu une cérémonie civile publique au greffe de Dublin et, quelques jours plus tard, une cérémonie au sommet d'une montagne dans le sud de la France. The Edge a déclaré que "la cérémonie de Dublin n'était qu'une formalité nécessaire", les seules personnes présentes étant son « garçons d’honneur » et sa « dame d’honneur » : Bono et l’antiquaire Chantal O'Sullivan,. Quatre jours plus tard, leur mariage français a eu lieu avec 200 invités, voire plus, dans le village perché d'Èze surplombant la Côte d'Azur, suivi d'une fête au bord de la mer. La cérémonie a été dirigée par le père de Morleigh Steinberg, Robert et combinait des éléments des services chrétiens et juifs,.
« Tout cela était un enfer - mais vous restez positif et vous vivez vraiment, en fait. Vous vivez plus ; vous ne prenez rien pour acquis.
Le couple a acheté et rénové une maison de 4 millions d'euros à Killiney, en dehors de Dublin, dans les années 2002 et 2003,, où ils vivaient principalement pour l'éducation primaire de leurs enfants. Leur fille, Sian, a eu une leucémie à 7 ans, ce qui a nécessité trois ans de traitement, à Dublin et en Californie. Après discussion avec la famille, U2 a poursuivi sa tournée Vertigo Tour en 2005 et 2006, mais avec un calendrier modifié, des dates réduites et un long report de l'étape finale, le tout pour permettre à Edge de rentrer plus souvent à la maison,. Plus tard, Bono a qualifié Morleigh Steinberg d'héroïne pour avoir assumé la plus grande part du fardeau parental et a ajouté que sans elle, la tournée n'aurait jamais eu lieu. Après que leur fille fut déclarée guérie de la leucémie, Morleigh Steinberg et The Edge ont appris qu'elle était dyslexique et ont déménagé à New York afin que leur fille puisse suivre un apprentissage dans un centre spécialisé.
Le couple est propriétaire d'une villa à Èze dans les Alpes-Maritimes dans le sud de la France, où ils reçoivent souvent d'autres célébrités. Ils y sont les voisins de Bono et son épouse Ali Hewson, propriétaires de la villa juste à côté. En 2010, Morleigh et Edge avaient ensemble des résidences à Dublin, à New York, dans le sud de la France et à Los Angeles. Le couple a passé cinq  ans à chercher à obtenir l'autorisation pour un grand projet de construction de cinq maisons au sommet de la colline de Sweetwater Mesa à Malibu, en Californie, sur un terrain qu'ils avaient déjà acheté. Avec l’opposition des écologistes, le projet a été rejeté par la California Coastal Commission en 2011, malgré les efforts de Robert Steinberg pour plaider en son nom. Ce projet a été réactivé et la bataille à son sujet s'est à nouveau intensifiée en 2014. Enfin, en 2016, le couple a obtenu l'approbation de la commission pour lancer les travaux sur la base d'un design révisé. Cependant, le Sierra Club, une organisation environnementale américaine, a alors intenté une action contre le projet.

## Carrière (suite)
Morleigh Steinberg travaille avec le chorégraphe et danseur japonais Oguri depuis le début des années 1990, documentant le style de danse sévère dérivé du butoh d'Oguri dans divers environnements, notamment le parc national de Joshua Tree et Los Angeles,. Elle a fait ses débuts de réalisatrice en 1994 avec le court métrage Travelling Light, qui mettait en vedette la danse interprétative d'Oguri et de sa sœur Roxanne, qui est également danseuse et chorégraphe moderne et mariée à Oguri,.
Un article de DVD Talk a déclaré au sujet de ce film que «le rêve éveillé de Moreleigh Steinberg sur les relations en chute libre sera difficile à apprécier pour certains (la danse principalement moderne est très insulaire et étrange), mais l'ambiance cinématographique brillante créée par la réalisatrice nous aide à appréhender la nature un peu étrange de tout cela. " (En 2006, le film a été inclus dans une version DVD du film de cinéma The Junky's Christmas réalisé par Nick Donkin et Melodie McDaniel, adapté par William S. Burroughs et James Grauerholz, et produit par Francis Ford Coppola). Morleigh Steinberg a également commencé à travailler en tant que conceptrice d'éclairage, bien qu'elle n’ait aucune formation formelle dans ce domaine. Elle a ainsi conçu l’éclairage des productions d’Oguri en 1995 et 1997. En 1999, Morleigh Steinberg a été sélectionnée pour bénéficier d’une bourse de dix semaines dans le cadre du National Dance/Media Project à l'Université de Californie à Los Angeles.
Morleigh Steinberg a ensuite eu l'idée de montrer Oguri traversant deux intersections très fréquentées de Los Angeles. Le résultat est le film de danse Xing, d’une durée de 11 minutes, qui a été projeté en 2003 au Getty Center pendant Dance Camera West. Morleigh Steinberg a dit : "Rien n'avait été chorégraphié au préalable. Oguri ne chorégraphie pas, il improvise. Mais les plans sont très précis et la direction est très précise. Il sait qu'il doit aller du point A au point B, mais cela ne me dérange pas." Morleigh Steinberg a réalisé son premier long métrage documentaire, Height of Sky, sur Oguri, et il a été diffusé sur la chaîne SundanceTV en 2008.
Depuis que Morleigh Steinberg s'est installée en Irlande, elle s’est impliquée dans un certain nombre de projets. Parmi ceux-ci, il y a eu l'éclairage pour une exposition de la galerie de la Royal Hibernian Academy en 2001 et pour un spectacle de danse du Rex Levitates Bread & Circus en 2007, qui met en vedette sa collaboratrice Liz Roche,. Elle a réalisé un court métrage de danse, Unsung, qui mettait en vedette la chorégraphie de Roche. Ce film a remporté le prix Dance on the Box 2008 de la RTÉ et a été diffusé sur cette même chaîne dans le cadre du Dublin Dance Festival. Par ailleurs, c’est Morleigh Steinberg qui a donné l’idée du microphone pendulaire tombé d’en haut qui était une caractéristique visuelle frappante du U2 360° Tour de 2009 à 2011.
Morleigh Steinberg était la directrice artistique de l’hommage chorégraphique au peintre irlandais Louis le Brocquy dans les années 2010, intitulé Cold Dream Color. L'œuvre a été présentée en première mondiale à Dublin. Le Brocquy est décédé plus tard, en 2012. The Edge avait attiré l'attention de Morleigh Steinberg sur l'œuvre de Le Brocquy et elle était convaincue que ses peintures pouvaient être interprétées par la danse. La musique de Cold Dream Color a été composée par The Edge en collaboration avec Paul Chavez (connu pour ses compositions électroniques expérimentales sous le nom de projet FeltLike). En plus de partager la responsabilité de la chorégraphie et de la conception de l’éclairage de l'œuvre, Morleigh Steinberg a également dansé en solo ainsi qu'en duo avec sa sœur,. Oguri était également chorégraphe et danseur pour cette œuvre, qui a été présentée en première aux États-Unis au REDCAT de Los Angeles en 2012. Un article du Los Angeles Times a déclaré que "l'expressionnisme viscéral et une beauté visuelle prodigieuse ont fusionné ... un succès visuel saisissant", mais qu'il était moins certain que la nature des peintures de Le Brocquy ait été transmise au public américain moins familier. Des extraits de Cold Dream Color ont été présentés à la série Works & Process du musée Guggenheim à New York pendant deux nuits en 2013, le présentateur radio irlandais John Kelly animant une discussion sur l'œuvre avec ses créateurs. La tournée américaine de Cold Dream Color a été présentée par Arcane Collective, une société de production que Morleigh Steinberg et Oguri avaient cofondée au printemps 2011. Morleigh Steinberg a continué à diriger et à apparaître dans des productions d'Arcane Collective, y compris une performance au New York Live Arts en 2016, consistant en des adaptations de scènes de la trilogie de Samuel Beckett.
En 2017, Morleigh Steinberg est la deuxième des deux femmes qui apparaissent dans la vidéo accompagnant les interprétations de la chanson Trip Through Your Wires sur le The Joshua Tree Tour 2017 de U2. Elle est habillée en cow-girl, dessinant le plus souvent les commentaires de Bono sur scène, tandis qu'un drapeau américain est peint sur une cabane en bois par l'autre femme.